# Piroszőlősav
| Piroszőlősav |                                                |
| \| \| \| |                                                |
| IUPAC-név | 2-oxopropánsav                                 |
| Más nevek | α-ketopropionsav acetil-hangyasav piroracémsav |
| Kémiai azonosítók                                                                                               |                                                |
| Rövidítés | Pyr                                            |
| CAS-szám | 127-17-3                                       |
| PubChem | 1060                                           |
| ChemSpider | 1031                                           |
| EINECS-szám | 204-824-3                                      |
| DrugBank | DB00119                                        |
| KEGG | C00022                                         |
| ChEBI | 32816                                          |
| SMILES | CC(C(O)=O)=O                                   |
| InChIKey | LCTONWCANYUPML-UHFFFAOYSA-N                    |
| Beilstein | 506211                                         |
| Gmelin | 101087                                         |
| UNII | 8558G7RUTR                                     |
| ChEMBL | CHEMBL1162144                                  |
| Kémiai és fizikai tulajdonságok                                                                                 |                                                |
| Kémiai képlet                                                                                                   | C3H4O3                                         |
| Moláris tömeg                                                                                                   | 88,06 g/mol                                    |
| Sűrűség | 1,250 g/cm³                                    |
| Savasság (pKa)                                                                                                  | 2,50                                           |
| Veszélyek |                                                |
| EU osztályozás                                                                                                  | Maró (C)                                       |
| R mondatok | R34                                            |
| S mondatok | S26, S36/37/39, S45                            |
| Ha másként nem jelöljük, az adatok az anyag standardállapotára (100 kPa) és 25 °C-os hőmérsékletre vonatkoznak. |                                                |
| |                                                |

A piroszőlősav (CH3COCOOH) egy α-ketosav, savmaradéka a piruvát. Fontos szerepet játszik a biokémiai folyamatokban.

## Név
Neve arra utal, hogy a szőlősav (ismertebb nevén borkősav) piro, azaz hőbomlási származéka (lásd előállítást lentebb).

## Kémia
A piroszőlősav színtelen, ecetsavszagú folyadék. Vízzel minden arányban elegyedik, alkoholban, éterben oldódik. A karboxilcsoportjára, illetve az oxocsoportjára jellemző reakciókat is mutat. Oxidációra hajlamos, mutatja pl. az ezüsttükörpróbát. Oxidációja során ecetsav és szén-dioxid keletkezik.

## Előállítása
Laboratóriumi előállítása történhet borkősavból kálium-hidrogén-szulfáttal való hevítés útján, illetve az ecetsavklorid és a kálium-cianid reakciójával előállított ecetsav-cianid hidrolízisével. Az utóbbi egyenlete:
CH3COCl +  KCN → CH3COCN
CH3COCN → CH3COCOOH

## Biológiai, biokémiai jelentősége
A piroszőlősav biológiai, biokémiai szempontból igen jelentős vegyület. Köztes termékként keletkezik a szervezetben a szénhidrátok anaerob és aerob lebontása során, valamint a fehérjék metabolizmusában is részt vesz. A szervezetben redukcióval tejsavvá alakulhat, de alanin is képződhet belőle. Több biokémiai folyamatban a piroszőlősav enol alakjának foszforsavésztere (foszfoenolpiroszőlősav) vesz részt.

## Vizsgálatok a piruvát hatásáról

### 1. Zsírégetés
Az American Journal of Clinical Nutrition (Dr. Ronald Stanko) által készített tanulmány arra a következtetésre jutott, hogy a kalcium-piruvátnak minimális zsírégető hatása van. Túlsúlyos nőket 21 napra, 1000 kalóriatartalmú étrendre (68% szénhidrát és 22% fehérje tartalommal) fogtak. A kalcium-piruvátot kapó csoportban 48 százalékkal nagyobb zsírveszteség volt tapasztalható (nagyjából 4 és 2.7 kg). Ennek az eredménynek az eléréséhez nagy, napi 30 grammos dózisokat alkalmaztak. 
Egy másik tanulmányban a kutatók 23 edzést nem folytató nőt osztottak két csoportba: az egyik napi kétszer 5 gramm piruvátot szedett, a másik pedig napi kétszer placebót kapott. Mindannyian 30 napon át felügyelt edzésprogramot végeztek. Az edzés előtt és után is tesztelték a résztvevők vérmintáját és az eredmények azt mutatták, hogy a piruvát csoport valamivel több zsírt vesztett. 

### 2. Energiatermelés / állóképesség
A kalcium-piruvát kapszula szedése előnyös lehet az állóképesség terén sportolók számára, akiknek a szervezetében folyamatos ATP-termelés folyik, hogy elegendő energiát tudjon adni a tartós testmozgáshoz. A glükóz és fehérje izomsejtekbe történő szállítása és az ATP optimális szintjének rendelkezésre bocsátása a kalcium-piruvát elméleti előnyei. A megnövekedett energiáról és a kisebb mértékű fáradásáról számos sportoló beszámolt, azonban további kutatások szükségesek a témában.
Egy, a Journal of Applied Physiology folyóiratban közzétett tanulmány kimutatta, hogy 25 gramm kalcium-piruvát és 75 gramm dihidroxi-aceton együttesen 20%-kal növeli a tricepsz izom kitartását, 7 napi kiegészítés során. 

### 3. A bőr öregedése
A Dermatologic Surgery tanulmánya szerint az 50%-os piroszőlősav arcmaszk biztonságos és hatékony kezelést jelenthet az arcbőr öregedése ellen. A kutatók 20 beteget kezeltek négy hétig négy ilyen módszerrel. A kezelés után lágyabb textúrájú arcbőrt tapasztaltak, kevesebb ráncal és hiperpigmentációval. 